# Ellobius talpinus
Ellobius talpinus là một loài động vật có vú trong họ Cricetidae, bộ Gặm nhấm. Loài này được Pallas mô tả năm 1770.